# Charles Murat
Pour les articles homonymes, voir Murat.
Charles Bertrand Murat, né 1er avril 1818 à Toulouse, est un bijoutier et homme politique français, créateur des "Bijoux Murat".

## Biographie
Charles Murat est le créateur vers 1851 d'une fabrique de bijoux en doublé (un procédé de placage or) à Paris. Sa société prospère durant tout le Second Empire et la troisième République.
Son engagement politique auprès des Républicains lui vaut des ennuis pendant le Second Empire (il est inquiété durant le procès des Treize en 1864). Il est nommé adjoint au maire pendant le siège de Paris (1870). Élu à la Commune de Paris aux élections du 26 mars 1871, il démissionne ainsi que tous les autres modérés. Il est élu conseiller municipal de Paris le 30 juillet 1871 et réélu jusqu'en 1884, où il est finalement battu.
Il est fait chevalier de la Légion d'honneur en 1867.
Charles Murat est mort le 9 août 1897 ; il est inhumé au cimetière du Père-Lachaise.

## Distinctions
- Chevalier de la Légion d'honneur (1867).

## Georges Murat
Son fils, Georges (16 décembre 1851, Paris - 24 décembre 1918, Paris) lui succède vers 1889. Il est fait chevalier de la Légion d'honneur à l'occasion de l'Exposition universelle de 1900, dont il est membre du jury. Il devient sénateur de l'Ardèche en 1912
jusqu'à sa mort.

### Notice biographique
- Adolphe Paria, Le conseil municipal de Paris : Portraits et biographies des quatre-vingts conseillers et du préfet de la Seine, Paris, 1871, 176 p. (lire en ligne sur Gallica), p. 24-25